# Шта све можеш у Денверу када си мртав
Шта све можеш у Денверу када си мртав (енгл. Things to Do in Denver When You're Dead) је амерички неоноар криминалистички трилер филм са елементима црнохуморне комедије из 1995. године, у режији Герија Фледера, а по сценарију Скота Розенберга. Главне улоге играју: Енди Гарсија, Кристофер Лојд и Вилијам Форсајт.

## Радња
Џими „Светац“ Тоснија, криминалац из Денвера који је без посла, води сопствену фирму (Afterlife Advice: Видео траке са саветима мртвих људи њиховим најмилијима). Међутим, дугује шефу криминалне банде, кога зову „Човек са планом“, а као исплату дуга, вођа, парализован од врата на доле, нуди Џимију једноставну ствар: да пронађе једног зубног протетичара који сада излази са бившом девојком Човековог сина, и уплаши га (син је, раставши се од девојке, склизнуо у педофилију, Човек се нада да ће се помирити са девојком). Џими покушава да одбије, али му прете и прихвата.
Џими бира четири стара познаника да му помогну: „Комад“, који има губу па му отпадају прсти и сада ради у биоскопу у коме приказују порно филмове, бајкера „Френчајза“, онда „Критичног Била“, лудака који ради у погребном заводу и туче лешеве, и црнца по имену „Поветарац“. Њихов план је да Комад и Бил, обучени као полицајци, зауставе момков ауто и доведу га до Џимија и Френчајза, чији је задатак да га застраше; Поветарац им осигурава позадину. Међутим, момак показује неповерење, скреће пажњу на болест Комада, при чему разбесни Била, због чега умире. Из кола искаче девојка, она у коју је заљубљен Човеков син; Комад, који је имао пиштољ уперен у Била, живчан пуца и случајно убија и њу.
„Човек са планом“ осуђује сву петорицу на смрт, даје Џимију 48 часова да напусти Денвер. Џими остаје, покушава да спасе своје саучеснике, излази са лепом девојком, решава послове проститутке коју познаје. Џими покушава да моли опроштај за породичног човека Френчајза, покушава да убеди остале да оду. Комад одлучује да остане, мирно сусреће брзу смрт од метка професионалног убице „господина Пста“. Поветарац умире следећи, скривен од стране Џимијевих дужника, али издан напорима истог убице. Упркос пролазном обећању Човека, Френчајз такође умире; Критични Бил убија убицу, али господин Пст успева да га упуца. Човек позива три брата професионалне убице из Мексика да убију Џимија.
Последњих дана свог живота, Џими даје веренички прстен девојци са којом је излазио и коју воли, говорећи да је смртно болестан и да жели да се она уда за другог; убија Човековог сина, због којег је све почело, лишавајући смисла живота парализованог вође; спава са проститутком која је желела дете са њим. Оставља детету видео са својим опроштајним речима.
Током филма, главни ликови се опраштају уз опроштајну реченицу „За сиње море“; приповедач каже да је то симбол места сусрета после смрти. У последњим кадровима, свих пет саучесника са вођом налазе се на палуби јахте која плови по мору.

## Улоге
| Глумац          | Улога                     |
| --------------- | ------------------------- |
| Енди Гарсија    | Џими „Светац“ Тоснија     |
| Кристофер Лојд  | Олден „Комад“ Полимерос   |
| Вилијам Форсајт | Френсис „Френчајз“ Чисер  |
| Бил Нан         | Ерл „Поветарац“ Дентон    |
| Трит Вилијамс   | Бил „Критични Бил“ Дулитл |
| Џек Ворден      | Џо Хеф                    |
| Стив Бушеми     | господин Пст              |
| Фајруза Балк    | Лусинда                   |
| Габријел Анвар  | Дегни                     |
| Кристофер Вокен | Човек са планом           |
| Бил Кобс        | Молт                      |
| Маршал Бел      | поручник Етвотер          |
| Глен Пламер     | Бејби Злокобни            |
| Дон Старк       | Гас                       |
| Вили Гарсон     | Кафи                      |
| Џени Мекарти    | медицинска сестра         |
| Бади Гај        | Хаус бенд                 |
| Џошуа Чарлс     | Брус (непотписан)         |